# Groß Steinum
Groß Steinum ist ein Ortsteil der Stadt Königslutter am Elm und liegt am Südhang des  Dorms im Landkreis Helmstedt. Groß Steinum liegt etwa fünf Kilometer nordöstlich der Kernstadt.

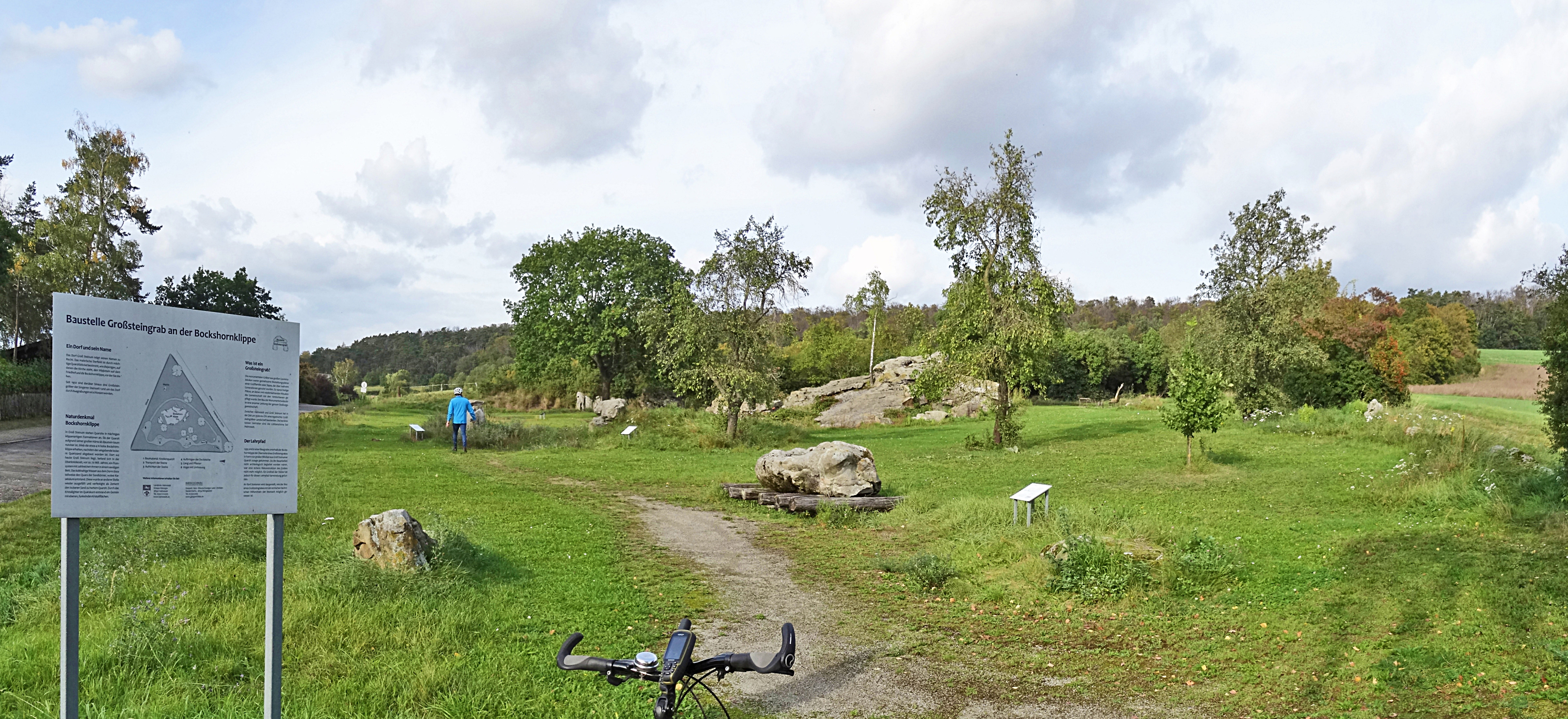
Bockshornklippe

## Geschichte
Dem Anschein nach entstand Groß Steinum in der sächsisch-fränkischen Zeit (501–900). Eine urkundliche Namensgebung erfolgte erst um 1220 mit Stenem. Die Edelherren von Meinersen waren in dieser Zeit in Groß Steinum begütert. Sie verlehnten ihren Besitz an die Adelsfamilien von Schoderstedt, von Rottorf, von Sambleben und von Saldern. Ab 1311 wurde erstmals der Name Steinum erwähnt. Der Name Groß Steinum bezieht sich hauptsächlich auf die steinige Landschaft (Wippstein und Bockshornklippe).
Seit 1886 steht die Kirche St. Lorenz in ihrer heutigen Form als Kern in der Runddorfmitte, sie gehört zur evangelisch-lutherischen Landeskirche in Braunschweig. Durch das Dorferneuerungsprogramm, in den Jahren 1994 bis 2001, konnte Groß Steinum ungefähr 30 Gebäude und Anlagen sanieren bzw. erhalten. Zehn Gebäude im Dorf stehen unter Denkmalschutz.
Am 1. März 1974 wurde Groß Steinum in die Stadt Königslutter am Elm eingegliedert.

## Großsteingrab
Seit 1950 sind drei Großsteingräber der jüngeren Steinzeit aus der Zeit um 3500 v. Chr. rund um das Dorf erschlossen worden. Weitere Ausgrabungen förderten 18 megalithische Steine aus dem Untergrund zutage, die aus Braunkohlequarzit bestehen und scheinbar regellos um den Ort verteilt sind. Unter den Steinen befindet sich zudem ein knapp 200 Zentner schwerer Deckstein. In der Bauweise ähnelt das Steingrab von Groß Steinum jenem der Lübbensteine bei Helmstedt. Im Bereich der Steine fand man zahlreiche Knochen und Tonscherben die in die jüngere Phase der Tiefstichkeramik datiert wurden. Damit kann angenommen werden, dass die Grabkammer in einer frühen Phase dieser Kultur, um 3500 bis 3400 v. Chr. errichtet wurde. Ein zweites, schlechter erhaltenes Grab südöstliches des Dorfes konnte 1994 erschlossen werden, während ein drittes jedoch, durch Bauarbeiten, der Zerstörung anheimfiel.
Rund um die Bockshornklippe führt der Erlebnispfad „Großsteingrab Groß Steinum“ des Freilicht- und Erlebnismuseums Ostfalen (FEMO). Hier lässt sich die sogenannte „Steinkammer von Groß Steinum“, ein rekonstruiertes Hünengrab, besichtigen.

## Wappen
Groß Steinum hat, seitdem es ein Ortsteil von Königslutter ist, bereits zwei Wappen besessen.
Das alte Wappen zeigte in Silber auf grünem Hügel einen braunen Stein, den Wippstein. Ein silberner Zinnenschildhaupt erinnert an einen befestigten Hof des Johanniterordens.
Am 26. März 1990 nahm der Ortsrat das neue, geänderte Wappen an. Es zeigt nicht mehr den Wippstein, sondern das achtspitzige Ordenskreuz der Johanniter. Die Farbgebung wurde nach Vorbild der Johanniter in Rot-Weiß geändert. Der Wellenbalken im unteren Teil stellt den Fluss Schunter dar.